# Campionat del Món d'atletisme de 2009 - 200 metres masculins
Els 200 metres masculins al Campionat del Món d'atletisme de 2009 van tenir lloc a l'Estadi Olímpic de Berlín els dies 18, 19 i 20 d'agost.
Els favorits de la prova eren Tyson Gay i Usain Bolt. Gay va començar la competició com actual campió, posseïdor del rècord dels Campionats i de la millor marca mundial de l'any amb 19.58 segons. Bolt, campió olímpic i amb el rècord del món, tenia una millor marca de la temporada de 19.59 segons. L'última vegada que els dos atletes van córrer a la mateixa cursa va ser als Campionats del Món de 2007 a Osaka, quan Gay va guanyar a Bolt per 0.15 segons. El medallista de bronze a Osaka, Wallace Spearmon, era l'altre atleta que havia corregut per davall de 20 segons eixa temporada.
Després de lesionar-se l'engonal durant la cursa dels 100 metres dos dies abans, Gay no va participar en la prova. L'abandonament també de Dwain Chambers, Churandy Martina i Jaysuma Saidy Ndure van reduir la qualitat de la prova.
No va haver-hi sorpreses en les sèries, on Crawford, Mullings, Robert Hering i Martial Mbandjock van ser els més ràpids, i Mullings va ser el més ràpid als quarts de final, que tampoc van veure cap favorit eliminat. En el segon dia de competició, Bolt i Spearmon van ser els guanyadors de les dues semifinals, mentre que el tercer més ràpid, Alonso Edward, de dinou anys, va demostrar que tenia possibilitats de guanyar medalla.
A la cursa final, Usain Bolt, el clar favorit, va tornar a batre un altre rècord mundial, quatre dies després de fer-ho amb el dels 100 metres. Amb el temps de reacció més ràpid de tots els finalistes, Bolt va millorar el seu rècord de 19.30 en onze centèsimes, deixant el nou rècord en 19.19 segons. Crawford, el segon més ràpid a la corba, va ser avançat per Edward i Spearmon i va acabar quart. Edward va millorar el seu temps i va marcar un nou rècord d'Amèrica del Sud, amb 19.81, i Spearmon va ser tercer amb 19.85 segons.
Malgrat que no es va poder veure la cursa entre Gay i Bolt, el rècord del món de Bolt de 19.19 segons va ser un dels moments àlgids del Campionat. La qualitat de la prova va ser molt alta: Edward va millorar de 20.62 a 19.81 segons en només un any, convertint-se en l'atleta de 19 anys amb millor temps de la història en 200 metres (rècord que tenia Bolt). A més, amb Crawford marcant 19.89 segons, la final va ser la primera cursa de 200 metres de la història amb quatre atletes per sota de 19.90 segons. El marge de victòria de 0.62 segons de Bolt sobre el segon classificat va ser el més gran de la història dels Campionats del Món. Va rebre un bonus de 100.000 dòlars per la seva actuació, que va ser 0.13 segons més ràpida que el rècord que tenia Michael Johnson, considerat un dels millors rècords de la història de l'atletisme.

## Medallistes
| Or                   | Argent                 | Bronze                          |
| Usain Bolt · Jamaica | Alonso Edward · Panamà | Wallace Spearmon · Estats Units |

## Rècords
| Rècord del Món         | Usain Bolt (JAM) | 19.30 | Pequín, Xina            | 20 d'agost de 2008 |
| Rècord del Campionat   | Tyson Gay (USA)  | 19.76 | Osaka, Japó             | 30 d'agost de 2007 |
| Marca mundial de l'any | Tyson Gay (USA)  | 19.58 | Nova York, Estats Units | 30 de maig de 2009 |

## Marques per classificar-se
| Minima A | Minima B |
| -------- | -------- |
| 20.59    | 20.75    |

## Agenda
| Data               | Hora  | Ronda           |
| ------------------ | ----- | --------------- |
| 18 d'agost de 2009 | 10:05 | Sèries          |
| 18 d'agost de 2009 | 18:55 | Quarts de final |
| 19 d'agost de 2009 | 19:25 | Semifinals      |
| 20 d'agost de 2009 | 20:35 | Final           |

## Resultats

### Final
La final va ser el 20 d'agost.
| Pos.              | Carrer | Atleta                 | Temps (sec) | Notes |
| ----------------- | ------ | ---------------------- | ----------- | ----- |
| Medalla d'or      | 5      | Usain Bolt (JAM)       | 19.19       | WR    |
| Medalla de plata  | 6      | Alonso Edward (PAN)    | 19.81       | AR    |
| Medalla de bronze | 4      | Wallace Spearmon (USA) | 19.85       | SB    |
| 4                 | 8      | Shawn Crawford (USA)   | 19.89       | SB    |
| 5                 | 3      | Steve Mullings (JAM)   | 19.98       | PB    |
| 6                 | 7      | Charles Clark (USA)    | 20.39       |       |
| 7                 | 1      | Ramil Guliyev (AZE)    | 20.61       |       |
| 8                 | 2      | David Alerte (FRA)     | 20.68       |       |

### Semifinals
Els quatre primeres de cada sèrie (Q) es classificaven per a la final.
| Pos. | Carrer | Atleta                  | Temps (seg) | Notes  |
| ---- | ------ | ----------------------- | ----------- | ------ |
| 1    | 3      | Usain Bolt (JAM)        | 20.08       | Q      |
| 2    | 5      | Alonso Edward (PAN)     | 20.22       | Q      |
| 3    | 6      | Shawn Crawford (USA)    | 20.35       | Q      |
| 4    | 4      | David Alerte (FRA)      | 20.45       | Q / SB |
| 5    | 7      | Robert Hering (GER)     | 20.52       |        |
| 6    | 2      | Rondell Sorrillo (TRI)  | 20.63       |        |
| 7    | 8      | Rolando Palacios (HON)  | 20.67       |        |
| 8    | 1      | Brendan Christian (ANT) | 20.79       | SB     |

| Pos. | Carrer | Atleta                   | Teps (seg) | Notes  |
| ---- | ------ | ------------------------ | ---------- | ------ |
| 1    | 5      | Wallace Spearmon (USA)   | 20.14      | Q      |
| 2    | 3      | Steve Mullings (JAM)     | 20.26      | Q      |
| 3    | 2      | Charles Clark (USA)      | 20.27      | Q / SB |
| 4    | 4      | Ramil Guliyev (AZE)      | 20.28      | Q      |
| 5    | 7      | Martial Mbandjock (FRA)  | 20.43      | PB     |
| 6    | 8      | Paul Hession (IRL)       | 20.48      |        |
| 7    | 6      | Marlon Devonish (GBR)    | 20.62      |        |
| 8    | 1      | Emmanuel Callender (TRI) | 20.70      |        |

AR Rècord del continent | CR Rècord del campionat | NR Rècord nacional | OR Rècord olímpic | PB/PR Millor marca personal/Rècord personal 
 SB Millor marca personal de la temporada | WL Millor marca mundial de l'any | WR Rècord del món

### Quarts de final
Els tres primers de cada sèrie (Q) més els quatre millors temps (q) es classificaven per semifinals.
| Pos. | Carrer | Atleta                  | Temps (seg) | Notes  |
| ---- | ------ | ----------------------- | ----------- | ------ |
| 1    | 3      | Usain Bolt (JAM)        | 20.41       | Q      |
| 2    | 2      | David Alerte (FRA)      | 20.51       | Q / SB |
| 3    | 4      | Martial Mbandjock (FRA) | 20.55       | Q / PB |
| 4    | 8      | Charles Clark (USA)     | 20.55       | q      |
| 5    | 5      | Rondell Sorrillo (TRI)  | 20.58       | q      |
| 6    | 1      | Kim Collins (SKN)       | 20.84       |        |
| 7    | 6      | Marc Schneeberger (SUI) | 20.91       |        |
| 8    | 7      | Gavin Smellie (CAN)     | 21.27       |        |

| Pos. | Carrer | Atleta                    | Temps (seg) | Notes  |
| ---- | ------ | ------------------------- | ----------- | ------ |
| 1    | 3      | Shawn Crawford (USA)      | 20.37       | Q      |
| 2    | 6      | Marlon Devonish (GBR)     | 20.66       | Q      |
| 3    | 8      | Rolando Palacios (HON)    | 20.69       | Q / SB |
| 4    | 7      | Shinji Takahira (JPN)     | 20.69       |        |
| 5    | 4      | Roman Smirnov (RUS)       | 20.72       | SB     |
| 6    | 1      | Omar Bilal Al-Salfa (UAE) | 20.97       |        |
|      | 5      | Jared Connaughton (CAN)   | —           | DQ     |
|      | 2      | Brian Dzingai (ZIM)       | —           | DNS    |

| Pos. | Carrer | Atleta                     | Temps (seg) | Notes |
| ---- | ------ | -------------------------- | ----------- | ----- |
| 1    | 4      | Steve Mullings (JAM)       | 20.23       | Q     |
| 2    | 7      | Ramil Guliyev (AZE)        | 20.40       | Q     |
| 3    | 6      | Paul Hession (IRL)         | 20.48       | Q     |
| 4    | 3      | Brendan Christian (ATG)    | 20.58       | q     |
| 5    | 8      | Emmanuel Callender (TRI)   | 20.62       | q     |
| 6    | 5      | Aleixo-Platini Menga (GER) | 20.68       |       |
| 7    | 1      | Ben Youssef Meité (CIV)    | 20.78       |       |
| 8    | 2      | Stéphane Buckland (MRI)    | 21.33       |       |

| Pos. | Carrer | Atleta                 | Temps (seg) | Notes |
| ---- | ------ | ---------------------- | ----------- | ----- |
| 1    | 6      | Alonso Edward (PAN)    | 20.33       | Q     |
| 2    | 4      | Wallace Spearmon (USA) | 20.44       | Q     |
| 3    | 3      | Robert Hering (GER)    | 20.58       | Q     |
| 4    | 5      | Marco Cribari (SUI)    | 20.81       |       |
| 5    | 1      | Thuso Mpuang (RSA)     | 20.87       |       |
| 6    | 7      | Kenji Fujimitsu (JPN)  | 20.97       |       |
| 7    | 8      | Sam Effah (CAN)        | 20.97       |       |
| 8    | 2      | Marek Niit (EST)       | —           | DNS   |

AR Rècord del continent | CR Rècord del campionat | NR Rècord nacional | OR Rècord olímpic | PB/PR Millor marca personal/Rècord personal 
 SB Millor marca personal de la temporada | WL Millor marca mundial de l'any | WR Rècord del món

### Sèries
Els tres primers de cada sèrie (Q) més els cinc millors temps (q) es classificaven per als quarts de final.
| Pos. | Carrer | Atleta                    | Temps (seg) | Notes |
| ---- | ------ | ------------------------- | ----------- | ----- |
| 1    | 4      | Shawn Crawford (USA)      | 20.60       | Q     |
| 2    | 2      | Roman Smirnov (RUS)       | 20.85       | Q     |
| 3    | 3      | Brian Dzingai (ZIM)       | 20.97       | Q     |
| 4    | 6      | Adam Harris (GUY)         | 21.28       |       |
| 5    | 1      | Aaron Armstrong (TRI)     | 21.38       | SB    |
| 6    | 7      | Khalil Al-Hanahneh (JOR)  | 21.98       |       |
|      | 5      | Jaysuma Saidy Ndure (NOR) | —           | DNS   |
|      | 8      | Dwain Chambers (GBR)      | —           | DNS   |

| Pos. | Carrer | Atleta                     | Temps (seg) | Notes |
| ---- | ------ | -------------------------- | ----------- | ----- |
| 1    | 4      | Brendan Christian (ATG)    | 20.81       | Q     |
| 2    | 2      | Aleixo-Platini Menga (GER) | 20.84       | Q     |
| 3    | 7      | Charles Clark (USA)        | 20.87       | Q     |
| 4    | 1      | Ben Youssef Meité (CIV)    | 20.93       | q     |
| 5    | 8      | Omar Bilal Al-Salfa (UAE)  | 20.94       | q     |
| 6    | 3      | Niko Verekauta (FIJ)       | 21.43       | SB    |
| 7    | 6      | Amr Ibrahim Seoud (EGY)    | 21.44       |       |
| D    | 5      | Desislaw Gunew (BUL)       | —           | DNS   |

| Pos. | Carrer | Atleta                       | Temps (seg) | Notes |
| ---- | ------ | ---------------------------- | ----------- | ----- |
| 1    | 5      | Steve Mullings (JAM)         | 20.62       | Q     |
| 2    | 6      | Paul Hession (IRL)           | 20.66       | Q     |
| 3    | 8      | Kenji Fujimitsu (JPN)        | 20.69       | Q     |
| 4    | 3      | David Alerte (FRA)           | 20.72       | q     |
| 5    | 4      | Khalid Idrissi Zougari (MAR) | 21.24       |       |
| 6    | 2      | Franklin Nazareno (ECU)      | 21.84       |       |
|      | 7      | Gerald Phiri (ZAM)           | —           | DNS   |

| Pos. | Carrer | Atleta                   | Temps (seg) | Notes |
| ---- | ------ | ------------------------ | ----------- | ----- |
| 1    | 8      | Marlon Devonish (GBR)    | 20.92       | Q     |
| 2    | 5      | Ramil Guliyev (AZE)      | 21.12       | Q     |
| 3    | 7      | Marek Niit (EST)         | 21.21       | Q     |
| 4    | 3      | Nathaniel Mckinney (BAH) | 21.26       |       |
| 5    | 6      | Joel Redhead (GRN)       | 21.37       |       |
| 6    | 1      | Ronalds Arajs (LAT)      | 21.38       |       |
| 7    | 2      | Sibusiso Matsenjwa (SWZ) | 21.93       | PB    |
| 8    | 4      | Andrew Hinds (BAR)       | 22.60       |       |

| Pos. | Carrer | Atleta                 | Temps (seg) | Notes |
| ---- | ------ | ---------------------- | ----------- | ----- |
| 1    | 5      | Usain Bolt (JAM)       | 20.70       | Q     |
| 2    | 8      | Rondell Sorrillo (TRI) | 20.74       | Q     |
| 3    | 4      | Sam Effah (CAN)        | 20.80       | Q     |
| 4    | 2      | Sandro Viana (BRA)     | 21.18       |       |
| 5    | 6      | Eddy De Lépine (FRA)   | 21.23       |       |
| 6    | 7      | Hitoshi Saito (JPN)    | 21.38       |       |
|      | 3      | Obinna Metu (NGR)      | —           | DNS   |

| Pos. | Carrer | Atleta                      | Temps (seg) | Notes |
| ---- | ------ | --------------------------- | ----------- | ----- |
| 1    | 7      | Alonso Edward (PAN)         | 20.71       | Q     |
| 2    | 4      | Marc Schneeberger (SUI)     | 20.76       | Q     |
| 3    | 5      | Emmanuel Callender (TRI)    | 20.81       | Q     |
| 4    | 2      | Ihor Bodrow (BUL)           | 21.00       |       |
| 5    | 6      | Hamed Hamdan Albishi (KSA)  | 21.00       |       |
| 6    | 3      | Ramon Gittens (BAR)         | 21.33       |       |
| 7    | 8      | Vjatscheslaw Murawjew (KAZ) | 21.48       |       |

| Pos. | Carrer | Atleta                      | Temps (seg) | Notes |
| ---- | ------ | --------------------------- | ----------- | ----- |
| 1    | 2      | Martial Mbandjock (FRA)     | 20.65       | Q     |
| 2    | 5      | Marco Cribari (SUI)         | 20.80       | Q     |
| 3    | 4      | Rolando Palacios (HON)      | 20.83       | Q     |
| 4    | 6      | Kim Collins (SKN)           | 20.83       | q     |
| 5    | 8      | Alexander Kosenkow (GER)    | 20.99       |       |
| 6    | 7      | Ángel David Rodríguez (ESP) | 21.37       |       |
| 7    | 3      | Tyson Gay (USA)             | —           | DNS   |

| Pos. | Carrer | Atleta                  | Temps (seg) | Notes |
| ---- | ------ | ----------------------- | ----------- | ----- |
| 1    | 1      | Jared Connaughton (CAN) | 20.82       | Q     |
| 2    | 8      | Shinji Takahira (JPN)   | 20.86       | Q     |
| 3    | 2      | Stéphane Buckland (MRI) | 21.00       | Q     |
| 4    | 6      | Patrick Van Luijk (NED) | 21.05       |       |
| 5    | 4      | Fanuel Kenosi (BOT)     | 21.75       | SB    |
| 6    | 5      | Nikolai Portelli (MLT)  | 22.11       |       |
| 7    | 7      | Gabriel Mvumvure (ZIM)  | 22.67       |       |
|      | 3      | Arnaldo Abrantes (POR)  | —           | DNS   |

| Pos. | Carrer | Atleta                 | Temps (seg) | Notes |
| ---- | ------ | ---------------------- | ----------- | ----- |
| 1    | 6      | Robert Hering (GER)    | 20.64       | Q     |
| 2    | 3      | Wallace Spearmon (USA) | 20.66       | Q     |
| 3    | 7      | Gavin Smellie (CAN)    | 20.71       | Q     |
| 4    | 4      | Thuso Mpuang (RSA)     | 20.91       | q     |
| 5    | 5      | Ramone McKenzie (JAM)  | 20.97       |       |
| 6    | 2      | Seth Amoo (GHA)        | 21.04       |       |
|      | 8      | Churandy Martina (AHO) | —           | DNS   |

AR Rècord del continent | CR Rècord del campionat | NR Rècord nacional | OR Rècord olímpic | PB/PR Millor marca personal/Rècord personal 
 SB Millor marca personal de la temporada | WL Millor marca mundial de l'any | WR Rècord del món